# 9. volilna enota (Slovenija)
9. volilna enota je volilna enota v Sloveniji, ki obsega območje občin Koper, Izola, Piran za volitve poslanca italijanske narodne skupnosti; sedež enote je v Kopru.